# Amt Aura im Sinngrund
Das Amt Aura im Sinngrund(e) war ein Amt als Kondominium des Hochstifts Würzburg und anderer Herrschaften. Es bestand aus Aura im Sinngrund, Mittelsinn und Obersinn.

## Das Zentgericht
Die drei Orte bildeten die Cent Mittelsinn. Die Cent war Kondominat der Herren von Hutten und der Herren von Thüngen. Der Huttensche Anteil wurde 1648 von Daniel von Hutten an die Landgrafschaft Hessen-Kassel verkauft. Hessen-Kassel verwaltete seine Rechte an der Cent Mittelsinn im Amt Altengronau. Am 13/23. Oktober 1624 verkaufte Albrecht von Thüngen seine Anteile an seinen Bruder Philipp Kaspar von Thüngen. Diese Rechte fielen um 1660 an das Hochstift Würzburg, die Herren von Frohnhofen und das Julius-Spital; in der Literatur wird die Herrschaft mitunter als „vierherrisch“ (vier Herren) bezeichnet.
Diese Cent war eine Ganerbschaft. Die Zusammenarbeit der Mitherren wurde mit dem Obersinner Vergleich (vom 25. April 1598), der Gerichts-, Policei- und Waldordnung (10. Juli 1600), dem Vertrag vom 27. Nov. 1617, dem Hammelburger Receß (15./25. Mai 1671) zwischen Würzburg und Hessen-Kassel und dem Gemündener Vergleich (2. Dec. 1728) samt einer Instruction für den Centgrafen geregelt. Die gemeinschaftliche Gerichtsbarkeit übte ein „Sammt-Centgraf“ (mit 14 Schöffen) aus.
Von besonderer Bedeutung war der Hammelburger Rezeß von 1671 in Bezug auf die kirchlichen Verhältnisse. Während Hessen-Kassel mit Einführung der Reformation lutherisch wurde, blieb das Hochstift Würzburg römisch-katholisch. Der Rezeß regelte, dass der Schulmeister vom (lutherischen) Pfarrer examiniert und von Würzburg und Kassel gemeinsam präsentiert wurde. Die Augsburger Konfession blieb herrschende Lehre, Würzburg durfte aber auf eigene Kosten das Coexercitium catholicum einführen, das Bekenntnis zur katholischen Lehre war also möglich.
Als Flurname weist Centwiesen, etwa 300 Meter südlich der Saalebrücke. auf diesen Gerichtsplatz hin.

## Die Grundherrschaft und Vogtei
Ähnlich wie die Zentherrschaft bildete das Amtsgebiet auch in Bezug auf die Vogtei und die Grundherrschaft einen Flickenteppich. Am Ende des 17. Jahrhunderts verfügte Würzburg über die Vogtei über Aura im Sinngrund (das Amt wurde daher würzburgerseits Amt Aura im Sinngrund genannt). Die Vogtei über Mittelsinn und Obersinn lag gemeinschaftlich bei allen Herren. Die Amtsorte waren nicht den Landesherren, sondern dem Ritterkanton Rhön-Werra steuerbar.
Da das Amt nur ein sehr kleines Amt war und die Rechte und Gefälle zersplittert, setzte das Hochstift Würzburg keinen eigenen Amtmann ein, sondern ließ das Amt durch den Oberamtmann des Amtes Gemünden mitverwalten. Vor Ort saß ein würzburgischer Keller.

## Amtmänner
- Maximilian Adam von Blumencron